# Guillermo Fernández García
Guillermo Fernández García (2 d'octubre de 1932 - 31 de març de 2012) va ser un poeta i traductor mexicà.

## Biografia
Fernández va néixer el 2 d'octubre de 1932 a la ciutat de Guadalajara, Jalisco. La seva feina com a traductor d'obres literàries de l'idioma italià al castellà és el més destacat, en diferents àrees com a poesia, assajos, novel·les i contes. També va ser membre del Sistema Nacional de Creadors d'Art (SNCA) i va formar part del consell editorial de La Colmena, una revista cultural que s'edita a la Universitat Autònoma de l'Estat de Mèxic (UAEM).
És un il·lustre poeta mexicà consagrat i dels més importants de la segona meitat del segle xx, i entre les seves traduccions trobem les d'Alberto Moravia, Natalia Ginzburg, Italo Calvino, Antonio Tabucchi, Giuseppe Tomasi di Lampedusa, Dino Campana, Umberto Saba, Valerio Magrelli, Andrea Zanzotto i Alda Merini.
Va publicar el 1964 i el 1992 Visitaciones; el 1973 La hora y el sitio; el 1983 Bajo la llave, i el 1998 Exutorio, igual que les antologies El asidero de la zozobra el 1983 i Imágenes para una piedad el 1991.
El 1997 li van atorgar la Condecoració de l'Ordre al Mèrit de la República Italiana, en grau de Cavaller, i va rebre el Premi Jalisco de Literatura. Mesos abans de morir va ser guardonat amb el Premi Juan de Mairena en el IV Estiu de Poesia.
Va viure a Toluca, on impartí tallers de creació literària i de traducció. El van assassinar el 31 de març de 2012 i l'endemà el cos sense vida va ser trobat emmordassat, lligat de peus i mans amb una cinta en el rostre, a casa, a Toluca. Segons un informe de la policia, la causa de la mort va ser producte d'un cop rebut en el cap.
Al cap de gairebé tres anys del seu assassinat les autoritats de l'Estat de Mèxic sembla que van donar  per tancada la recerca i no van aportar cap avanç en l'esclariment d'aquest crim.